# Kecamatan Tambora (distrikt i Indonesien, Jakarta)
Kecamatan Tambora är ett distrikt i Indonesien.   Det ligger i provinsen Jakarta, i den västra delen av landet. Huvudstaden Jakarta ligger i Kecamatan Tambora.